# 닷지 애티튜드
닷지 애티튜드는 닷지에서 판매하는 소형 세단이다.